# Elisabetta Barbato
Elisabetta Barbato (Barletta, regió de la Pulla, 11 de setembre, 1921 – Roma, regió del Laci, 1 de febrer, 2014), va ser una soprano italiana. Va estudiar amb Maria Aguccini a Bolonya i Luigi Ricci a Roma, debutant el 1944 a l'Òpera de Roma com a Garsenda de Francesca da Rimini. L'abril de 1948 va cantar per primera vegada a La Scala a Un ballo in maschera i el novembre de 1949 al Metropolitan fent de Tosca. A l'estranger va assolir fama sobretot a Alemanya i Brasil. Va estar activa en l'escena fins als anys 60.

## Cronologia
- abril 1948 - "Teatro alla Scala" - Un ballo in maschera - amb Gianni Poggi, Enzo Mascherini
- 22 març 1949 - Teatro alla Scala - Il matrimonio segreto
- 20 setembre 1949 - San Francisco - Tosca - amb Jussi Björling, Lawrence Tibbett
- 28 novembre 1949 - Metropolitan Opera - Tosca - amb Jussi Bjorling, Alexander Sved
- 20 abril 1950 - "Teatro dell'Opera di Roma" - Aïda - amb Mario Filippeschi, Giulietta Simionato, Paolo Silveri, Boris Christoff
- 16 agost 1951 - Rio de Janeiro - La forza del destino - amb Beniamino Gigli, Enzo Mascherini, Giulio Neri
- 31 agost 1951 - Rio de Janeiro - Manon Lescaut - amb Beniamino Gigli
- 12 gener 1953 - Torí - Adriana Lecouvreur
- 28 juliol 1962 - Arena del Tempio Malatestiano, Rímini - Cavalleria rusticana

## Repertori parcial
- Béla Bartók
  - A kékszakállú herceg vára (Judith)
- Vincenzo Bellini
  - Norma (Adalgisa)
- Arrigo Boito
  - Mefistofele (Margherita)
- Aleksandr Borodín
  - Kniaz' Igor (Jaroslavna)
- Gustave Charpentier
  - Louise (Louise)
- Francesco Cilea
  - Adriana Lecouvreur (Adriana Lecouvreur)
- Umberto Giordano
  - Andrea Chénier (Maddalena di Coigny)
  - La cena delle beffe (Ginevra)
- Antônio Carlos Gomes
  - Lo Schiavo (Ilàra)
- Charles Gounod
  - Faust (Siebel)
- Pietro Mascagni
  - Cavalleria rusticana (Santuzza)
  - Iris (Iris)
  - Il piccolo Marat (Mariella)
- Wolfgang Amadeus Mozart
  - Don Giovanni (Donna Elvira)
- Francis Poulenc
  - Dialogues des Carmélites (Madame Lidoine)
- Serguei Prokófiev
  - Il giocatore (Polina)
- Giacomo Puccini
  - Manon Lescaut (Manon Lescaut)
  - Tosca (Floria Tosca)
  - Madama Butterfly (Cio-Cio-San)
  - La fanciulla del West (Minnie)
- Ludovico Rocca
  - Il Dibuk (Gitel)
- Giuseppe Verdi
  - Il trovatore (Leonora)
  - Un ballo in maschera (Amelia)
  - La forza del destino (Donna Leonora di Vargas)
  - Don Carlo (Elisabetta di Valois)
  - Aïda (Aïda)
  - Otello (Desdemona)
- Riccardo Zandonai
  - Conchita (Conchita)
  - Francesca da Rimini (Garsenda)
  - Giulietta e Romeo (Giulietta Capuleti)

## Discografia
- La força del destino (selecció), amb Beniamino Gigli, Enzo Mascherini, Giulio Neri, dir. Antonino Votto - en directe Rio de Janeiro 1951 ed. HRE/SRO
- Manon Lescaut (selecció), amb Beniamino Gigli, Silvio Vieira, dir. Antonino Votto - en directe Rio de Janeiro 1951 ed. UORC/MDP

Concerts de Martini & Rossi: Live with Boris Christoff 1953 ed. Cetra